# Santa Anna (1522)
«Santa Anna» (1522) була однією з найбільш модерних карак XVI ст., збудованих для ордену госпітальєрів. Її корпус нижче ватерлінії був покритий залізними листами, що інколи вважають першим прикладом панцирного корабля.

## Історія
Караку «Santa Anna» спустили на воду 21 грудня 1522 в Ніцці через день після капітуляції госпітальєрів на острові Родос. Крім днища, дві з шести палуб були покриті залізними листами, що кріпились бронзовими цвяхами до дерев'яного корпусу. На кораблі розміщувалось 500 солдатів, були кузня, вітряний млин, сад з овочами, пекарня, що давала змогу випікати свіжий хліб.
На Середземному морі «Санта Анні» 1531 вдалось самотужки змусити відступити османську ескадру з 25 кораблів. Під командуванням Андреа Доріа у 1532 році карака взяла участь в експедиції до Пелопоннесу, де брала участь у захопленні Корона, Патр та інших османських фортифікацій у Коринфській затоці, а у 1535 р. у складі об'єднаного флоту Карла V брала участь у захопленні Тунісу, під час якого знищено османський флот Хайр Ад-Діна Барбаросси. Карака відіграла ключову роль у цій операції, оскільки завдяки своєму захисту, попри ворожий обстріл змогла підійти впритул і знищити потужним вогнем своїх гармат форт, збудований Барбароссою на вході до порту Ла-Ґулєт. Надалі її використовували для перевезення за раз 900 т зерна. Караку повернули під командування великого магістра Хуана де Омедеса, який вивів її 1540 року зі складу флоту.